# اشتور
اشتور (به انگلیسی: Stör) رودخانه‌ای است که در آلمان جریان دارد.